# Уайт, Сидни Рэй
 Сидни Рэй Крессида Уайт (англ. Sydney Rae Cressida White; 30 ноября 1991) — британская актриса и автор-исполнитель, наиболее известная своей роль Эрин Нобл в теледраме CBBC «Молодой Дракула». Родилась на западе Лондона и выросла вместе четырьмя братьями; Полом, Адамом, Кэмероном и Спайком. Начала актёрскую карьеру в театре в возрасте 10 лет и обучалась в Sylvia Young Theatre School в Лондоне.
Также в настоящее время играет в своей созданной музыкальной группе The Wild Things, вместе со своим братом Кемероном Уайтом и со своим бойфрендом. Свои песни коллектив выложил на SoundCloud.
Вне The Wild Things Сидни выпустила песню «Sun Goes Down», записанную вместе с коллегой по «Молодому Дракуле» Джераном Хауэллом.

## Фильмография
| Год            | Шоу/Фильм              | Роль                | Примечание                      |
| -------------- | ---------------------- | ------------------- | ------------------------------- |
| 2005           | Снежная королева       | Герда               | Телефильм                       |
| 2007           | Приключения Сары Джейн | Bubbleshock девочка | Телесериал («Вторжение Бэйнов») |
| 2006           | Шоу Безила Браша       | Билли Джо           | Телесериал (1 эпизод)           |
| 2007           | Звон колокольчиков     | Эмма                | Телесериал (2 серии)            |
| 2010           | Правила любви          | Джесс               | Телефильм                       |
| 2010           | Плохие                 | Таня                | Телесериал (1 эпизод)           |
| 2011 — 2012    | Молодой Дракула        | Эрин Нобл           | Телесериал (3 и 4 серии)        |
| 2011           | Доктора                | Кристал Хеншоу      | BBC (1 эпизод)                  |
| 2012-настоящее | Скворцы                | Когги               | Sky 1 (2 эпизода)               |
| 2013           | Несчастный случай      | Девушка в убежище   | BBC (1 эпизод)                  |
| 2014           | Дядя                   | Гвен                | BBC 3 (6 эпизодов)              |
| 2014           | Молодая мамаша         | Поппи               | BBC 3                           |
| 2015           | Безмолвный свидетель   | Эми Гринвуд         | BBC 1 (2 эпизода)               |